# Power Slam
Pour l’article homonyme, voir Powerslam.

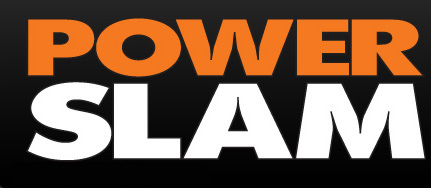
Logo Power Slam

Power Slam The Wrestling Magazine est un magazine sur le monde du catch (Wrestling). Il rend compte tous les mois des résultats des différentes fédérations et de la vie des catcheurs. Ce magazine nait sous le nom de Superstars of Wrestling puis, après 30 numéros, il devient en 1994 Power Slam. Il est publié mensuellement en Angleterre par SW Publishing.
Il rend compte aussi bien des résultats de la World Wrestling Entertainment que de la Total Nonstop Action Wrestling, ainsi que des fédérations japonaises comme la New Japan Pro Wrestling ou encore des fédérations indépendantes.

## PS 50 de 1994 à 2002
Le PS 50 est le classement des 50 meilleurs catcheurs de l'année établie par le magazine.

## PS 50 podium
| #  | Noms                    | Pays                    | 1 | 2 | 3 | Autre place | Total | Première année | Dernière année | Fédération    |
| -- | ----------------------- | ----------------------- | - | - | - | ----------- | ----- | -------------- | -------------- | ------------- |
| 1  | Shawn Michaels          | Drapeau des États-Unis  | 3 | 1 | 2 | 6           | 12    | 1994           | 2010           | WWE           |
| 2  | Kurt Angle              | Drapeau des États-Unis  | 3 | 1 | 1 | 7           | 12    | 1999           | 2013           | WWE TNA       |
| 3  | Chris Benoit            | Drapeau du Canada       | 2 | 3 | 0 | 6           | 11    | 1994           | 2006           | WWE WCW NJPW  |
| 4  | Hiroshi Tanahashi       | Drapeau du Japon        | 2 | 1 | 2 | 4           | 9     | 2005           | 2013           | NJPW TNA      |
| 5  | Stone Cold Steve Austin | Drapeau des États-Unis  | 2 | 0 | 0 | 1           | 3     | 1998           | 2001           | WWE WCW       |
| 6  | Kenta Kobashi           | Drapeau du Japon        | 1 | 2 | 1 | 7           | 11    | 1994           | 2006           | AJPW          |
| 7  | A.J. Styles             | Drapeau des États-Unis  | 1 | 0 | 1 | 7           | 9     | 2003           | 2013           | TNA           |
| 8  | Triple H                | Drapeau des États-Unis  | 1 | 0 | 0 | 10          | 11    | 1995           | 2009           | WWE WCW       |
| 9  | Edge                    | Drapeau du Canada       | 1 | 0 | 0 | 10          | 11    | 1999           | 2010           | WWE           |
| 10 | Mitsuharu Misawa        | Drapeau du Japon        | 1 | 0 | 0 | 9           | 10    | 1994           | 2005           | AJPW          |
| 11 | Bret Hart               | Drapeau du Canada       | 1 | 0 | 0 | 5           | 6     | 1994           | 1999           | WWE WCW       |
| 12 | Kazuchika Okada         | Drapeau du Japon        | 1 | 0 | 0 | 1           | 3     | 2012           | 2013           | NJPW          |
| 13 | Kenta                   | Drapeau du Japon        | 0 | 2 | 2 | 5           | 9     | 2003           | 2013           | NOAH          |
| 14 | Keiji Mutoh             | Drapeau du Japon        | 0 | 2 | 0 | 6           | 8     | 1994           | 2008           | NJPW AJPW WCW |
| 15 | Bryan Danielson         | Drapeau des États-Unis  | 0 | 1 | 1 | 7           | 9     | 2003           | 2013           | ROH WWE       |
| 16 | Nigel McGuinness        | Drapeau de l'Angleterre | 0 | 1 | 1 | 1           | 3     | 2006           | 2008           | ROH           |
| 17 | Jushin Liger            | Drapeau du Japon        | 0 | 1 | 0 | 10          | 11    | 1994           | 2005           | NJPW          |
| 18 | Koji Kanemoto           | Drapeau du Japon        | 0 | 1 | 0 | 10          | 11    | 1995           | 2006           | NJPW          |
| 19 | Yuji Nagata             | Drapeau du Japon        | 0 | 1 | 0 | 10          | 11    | 1994           | 2005           | NJPW WCW      |
| 20 | Austin Aries            | Drapeau des États-Unis  | 0 | 1 | 0 | 4           | 5     | 2005           | 2013           | TNA ROH       |
| 21 | Davey Richards          | Drapeau des États-Unis  | 0 | 1 | 0 | 2           | 3     | 2009           | 2013           | ROH TNA       |
| 22 | Toshiaki Kawada         | Drapeau du Japon        | 0 | 0 | 1 | 9           | 10    | 1994           | 2005           | AJPW          |
| 23 | Eddie Guerrero          | Drapeau des États-Unis  | 0 | 0 | 1 | 8           | 9     | 1994           | 2005           | WWE WCW NJPW  |
| 24 | CM Punk                 | Drapeau des États-Unis  | 0 | 0 | 1 | 7           | 8     | 2005           | 2013           | WWE ROH       |
| 25 | Samoa Joe               | Drapeau des États-Unis  | 0 | 0 | 1 | 6           | 7     | 2003           | 2009           | TNA ROH       |
| 26 | Dean Malenko            | Drapeau des États-Unis  | 0 | 0 | 1 | 5           | 6     | 1995           | 2000           | WWE WCW       |
| 27 | Mick Foley              | Drapeau des États-Unis  | 0 | 0 | 1 | 5           | 6     | 1994           | 2004           | WWE WCW TNA   |
| 28 | The Rock                | Drapeau des États-Unis  | 0 | 0 | 1 | 4           | 5     | 1999           | 2002           | WWE           |
| 29 | Low Ki                  | Drapeau des États-Unis  | 0 | 0 | 1 | 4           | 5     | 2001           | 2005           | TNA NJPW      |

## Les Awards (récompense)

### Worst Wrestlers of Year
- 2005 Chris Jericho
- 2006 John Cena
- 2007 John Cena
- 2008 John Cena
- 2009 Chris Jericho
- 2010 Chris Jericho
- 2011 Kevin Nash

### Wrestlers of Year
| - 1993 Vader - 1994 Kevin Nash - 1995 Shawn Michaels - 1996 Shawn Michaels - 1997 Stone Cold Steve Austin |  | - 1998 Stone Cold Steve Austin - 1999 The Rock - 2000 Triple H - 2001 Kurt Angle - 2002 Kurt Angle |  | - 2003 Kurt Angle - 2004 JBL - 2005 Shawn Michaels - 2006 Rey Mysterio - 2007 Bryan Danielson |  | - 2008 Edge - 2009 CM Punk - 2010 Kurt Angle - 2011 AJ Styles - 2012 Austin Aries |  | - 2013 Kazuchika Okada - 2014 |

### Babyface of the Year
| - 1993 Bret Hart - 1994 Bret Hart - 1995 Shawn Michaels - 1996 Shawn Michaels |  | - 1997 Stone Cold Steve Austin - 1998 Stone Cold Steve Austin - 1999 The Rock - 2000 The Rock |  | - 2001 The Rock - 2002 Rob Van Dam - 2003 Eddie Guerrero - 2004 Shawn Michaels |  | - 2005 Shawn Michaels - 2006 Shawn Michaels - 2007 Jeff Hardy - 2008 Jeff Hardy |  | - 2009 Jeff Hardy - 2010 Daniel Bryan - 2011 CM Punk |

### Heel of the Year
| - 1993 Vader - 1994 Owen Hart - 1995 Davey Boy Smith - 1996 Stone Cold Steve Austin |  | - 1997 Bret Hart - 1998 Vince McMahon - 1999 Triple H - 2000 Triple H |  | - 2001 Stone Cold Steve Austin - 2002 Kurt Angle - 2003 Brock Lesnar - 2004 JBL |  | - 2005 Kurt Angle - 2006 Randy Orton - 2007 Randy Orton - 2008 Edge |  | - 2009 CM Punk - 2010 The Miz - 2011 Christian |

### Most Original Promotion of the year
- 1993 World Championship Wrestling
- 1994 World Championship Wrestling
- 1995 World Championship Wrestling
- 1996 World Championship Wrestling
- 1997 World Championship Wrestling
- 1998 Extreme Championship Wrestling
- 1999 Extreme Championship Wrestling
- 2000 All Japan Pro Wrestling
- 2001 All Japan Pro Wrestling
- 2002 World Wrestling Federation/Entertainment
- 2003 Total Nonstop Action Wrestling
- 2004 Total Nonstop Action Wrestling
- 2005 Total Nonstop Action Wrestling
- 2006 Total Nonstop Action Wrestling
- 2007 Total Nonstop Action Wrestling
- 2008 New Japan Pro Wrestling
- 2009 Total Nonstop Action Wrestling
- 2010 Total Nonstop Action Wrestling
- 2011 Impact Wrestling

### Match Of The Year
- 1993	Shawn Michaels face à Marty Jannetty (19 juillet)
- 1994	Razor Ramon face à Shawn Michaels (Wrestlemania X)
- 1995	Shawn Michaels face à Razor Ramon (SummerSlam 1995)
- 1996	Shawn Michaels face à Mankind (In Your House 10: Mind Games)
- 1997  The Undertaker face à Shawn Michaels (Badd Blood: In Your House)
- 1998	Mankind face à The Undertaker (King of the Ring (1998))
- 1999	Hardy Boyz face à Edge et Christian (No Mercy (1999))
- 2000	Hardy Boyz face à Dudley Boyz et face à Edge et Christian (SummerSlam 2000)
- 2001  Stone Cold Steve Austin face à The Rock (Wrestlemania X-Seven)
- 2002  Shawn Michaels face à Triple H (SummerSlam 2002)
- 2003  Kurt Angle face à Chris Benoit (Royal Rumble (2003))
- 2004  Chris Benoit face à Shawn Michaels face à Triple H (WrestleMania XX)
- 2005  Kurt Angle face à Shawn Michaels (WrestleMania 21)
- 2006  The Undertaker face à Kurt Angle (No Way Out (2006))
- 2007  The Undertaker face à Batista (Wrestlemania 23)
- 2008  Edge face à The Undertaker (Summerslam 2008)
- 2009  The Undertaker face à Shawn Michaels (WrestleMania XXV)
- 2010  The Undertaker face à Shawn Michaels (WrestleMania XXVI)
- 2011  CM Punk face à John Cena (Money in the Bank (2011))
- 2012  The Undertaker face à Triple H à WrestleMania XXVIII

### Card Of The Year
| - 1994 ECW Night the line Was Crossed (5 février) - 1995 WWF SummerSlam 1995 (27 aout) - 1996 WWF King of the Ring 1996 (23 juin) - 1997 WWF In Your House XVI: Canadian Stampede (6 juillet) - 1998 WWF SummerSlam 1998 (30 aout) - 1999 WWF No Mercy 1999 (17 octobre) - 2000 WWF Backlash 2000 (30 avril) - 2001 WWE Wrestlemania X-Seven (1er avril) - 2002 WWE SummerSlam 2002 |  | - 2003 WWE Wrestlemania XIX (30 mars) - 2004 - 2005 ECW One Night Stand (12 juin) - 2006 - 2007 WWE Wrestlemania 23 (1er avril) - 2008 WWE WrestleMania XXIV - 2009 TNA Turning Point (2009) - 2010 WWE WrestleMania XXVI - 2011 WWE Money in the Bank (2011) |

### Tag Team
- 1993	The Heavenly Bodies, Tom Prichard et Jimmy Del Ray
- 1994	The Public Enemy, Rocco Rock et  Johnny Grunge
- 1995	The Public Enemy, Rocco Rock et  Johnny Grunge
- 1996	Owen Hart et Davey Boy Smith
- 1997	Owen Hart et Davey Boy Smith
- 1998	Billy Gunn et Road Dogg Jesse James The New Age Outlaws
- 1999	Hardy Boyz : Jeff Hardy et Matt Hardy
- 2000	Edge et Christian
- 2001  Dudley Boyz
- 2002  Los Guerreros, Eddie Guerrero et Chavo Guerrero
- 2003  Shelton Benjamin et Charlie Haas
- 2004  Rob Van Dam et Rey Mysterio
- 2005  Joey Mercury et Johnny Nitro
- 2006  Homicide et Hernandez
- 2007  Mark Briscoe et Jay Briscoe
- 2008  John Morrison et The Miz
- 2009  Chris Jericho et The Big Show
- 2010  Alex Shelley et Chris Sabin
- 2011  Air Boom, Kofi Kingston et Evan Bourne

### Character of the Year
| - 1995 The Undertaker - 1996 Goldust - 1997 Stone Cold Steve Austin - 1998 Chris Jericho - 1999 The Rock |  | - 2000 Kurt Angle - 2001 Stone Cold Steve Austin - 2002 Kurt Angle - 2003 John Cena - 2004 |  | - 2005 Ken Kennedy - 2006 Mr. Kennedy - 2007 Santino Marella - 2008 Santino Marella - 2009 CM Punk |  | - 2010 The Miz - 2011 CM Punk |

### Most Abysmal Wrestler of the Year(Plus Mauvais)
| - 1993 Giant Gonzalez - 1994 Jim Duggan - 1995 Hulk Hogan - 1996 Hulk Hogan - 1997 Hulk Hogan |  | - 1998 The Warrior - 1999 Hulk Hogan - 2000 David Flair - 2001 The Undertaker - 2002 The Big Show |  | - 2003 Triple H - 2004 John Heidenreich - 2005 Edge - 2006 Mark Henry - 2007 The Great Khali |  | - 2008 Vladimir Kozlov - 2009 Mark Henry - 2010 Shawn Michaels - 2011 Triple H |